# Силлинджер, Майк
Майк Силлинджер (англ. Mike Sillinger; род. 29 июня 1971, Реджайна) — канадский хоккеист, центральный нападающий, отец хоккеиста Коула Силлинджера.

## Карьера
На драфте НХЛ 1989 года был выбран в первом раунде под общим 11-м номером командой «Детройт Ред Уингз».
- 4 апреля 1995 года обменян в «Анахайм Майти Дакс».
- 15 марта 1996 года обменян в «Ванкувер Кэнакс».
- 5 февраля 1998 года обменян в «Филадельфию Флайерз».
- 12 декабря 1998 года обменян в «Тампу-Бэй Лайтнинг».
- 14 марта 2000 года обменян во «Флориду Пантерз».
- 13 марта 2001 года обменян в «Оттаву Сенаторз».
- 5 июля 2001 года как неограниченно свободный агент подписал контракт с «Коламбус Блю Джекетс».
- 22 июля 2003 года обменян в «Финикс Койотис».
- 4 марта 2004 года обменян в «Сент-Луис Блюз».
- 30 января 2006 года обменян в «Нэшвилл Предаторз».
- 2 июля 2006 года как неограниченно свободный агент подписал контракт с «Нью-Йорк Айлендерс».

Является рекордсменом НХЛ по количеству команд за карьеру. Он сменил 12 клубов. В плей-офф Силлинджер играл за 8 разных клубов. Майк также делит рекорд по количеству обменов за карьеру (по 9) с Брентом Эштоном.
В 1991 году стал победителем чемпионата мира среди молодёжных команд в составе сборной Канады (4+2 в 7 матчах на турнире). Был в составе сборной Канады на чемпионате мира 2000 года в Санкт-Петербурге. Канады заняли 4-е место, Силлинджер в 9 матчах забросил три шайбы.
Завершил карьеру в 2009 году.

## Статистика
```
                                            
                                            --- Regular Season ---  ---- Playoffs ----
Season   Team                        Lge    GP    G    A  Pts  PIM  GP   G   A Pts PIM
--------------------------------------------------------------------------------------
1987-88  Regina Pats                 WHL    67   18   25   43   17   4   2   2   4   0
1988-89  Regina Pats                 WHL    72   53   78  131   52  --  --  --  --  --
1989-90  Regina Pats                 WHL    70   57   72  129   41  11  12  10  22   2
1989-90  Adirondack Red Wings        AHL    --   --   --   --   --   1   0   0   0   0
1990-91  Regina Pats                 WHL    57   50   66  116   42   8   6   9  15   4
1990-91  Detroit Red Wings           NHL     3    0    1    1    0   3   0   1   1   0
1991-92  Adirondack Red Wings        AHL    64   25   41   66   26  15   9  19  28  12
1991-92  Detroit Red Wings           NHL    --   --   --   --   --   8   2   2   4   2
1992-93  Adirondack Red Wings        AHL    15   10   20   30   31  11   5  13  18  10
1992-93  Detroit Red Wings           NHL    51    4   17   21   16  --  --  --  --  --
1993-94  Detroit Red Wings           NHL    62    8   21   29   10  --  --  --  --  --
1994-95  Detroit Red Wings           NHL    13    2    6    8    2  --  --  --  --  --
1994-95  Anaheim Mighty Ducks        NHL    15    2    5    7    6  --  --  --  --  --
1995-96  Anaheim Mighty Ducks        NHL    62   13   21   34   32  --  --  --  --  --
1995-96  Vancouver Canucks           NHL    12    1    3    4    6   6   0   0   0   2
1996-97  Vancouver Canucks           NHL    78   17   20   37   25  --  --  --  --  --
1997-98  Vancouver Canucks           NHL    48   10    9   19   34  --  --  --  --  --
1997-98  Philadelphia Flyers         NHL    27   11   11   22   16   3   1   0   1   0
1998-99  Philadelphia Flyers         NHL    25    0    3    3    8  --  --  --  --  --
1998-99  Tampa Bay Lightning         NHL    54    8    2   10   28  --  --  --  --  --
1999-00  Tampa Bay Lightning         NHL    67   19   25   44   86  --  --  --  --  --
1999-00  Florida Panthers            NHL    13    4    4    8   16   4   2   1   3   2
2000-01  Florida Panthers            NHL    55   13   21   34   44  --  --  --  --  --
2000-01  Ottawa Senators             NHL    13    3    4    7    4   4   0   0   0   2
2001-02  Columbus Blue Jackets       NHL    80   20   23   43   54  --  --  --  --  --
2002-03  Columbus Blue Jackets       NHL    75   18   25   43   52  --  --  --  --  --
2003-04  Phoenix Coyotes             NHL    60    8    6   14   54  --  --  --  --  --
2003-04  St. Louis Blues             NHL    16    5    5   10   14   5   3   1   4   6
2005-06  St. Louis Blues             NHL    48   22   19   41   49  --  --  --  --  --
2005-06  Nashville Predators         NHL    31   10   12   22   14   5   2   1   3  12
2006-07  New York Islanders          NHL    82   26   33   59   46   5   1   1   2   2
2007-08  New York Islanders          NHL    52   14   12   26   28  --  --  --  --  --
2008-09  New York Islanders          NHL     7    2    0    2    0  --  --  --  --  --
2008-09  Bridgeport Sound Tigers     AHL     3    1    3    4    2  --  --  --  --  --
--------------------------------------------------------------------------------------
         NHL Totals                       1049  240  308  548  644  43  11   7  18  28

```